# Zeljko Kamenjasevic
Zeljko Kamenjasevic (* 5. Mai 1973) ist ein ehemaliger deutscher Basketballspieler. Der 2,05 Meter große Innenspieler spielte für Ulm und Ludwigsburg in der Basketball-Bundesliga sowie für mehrere Zweitligisten.

## Laufbahn
Kamenjasevic wuchs in Ulm und teils auch bei seiner Großmutter in Tuzla auf. Er spielte Basketball beim SSV Ulm, in der Saison 1994/95 stand er im Bundesliga-Aufgebot der BG Ludwigsburg, danach wieder in Ulm (ebenfalls Bundesliga). 1996 wurde er mit Ulm deutscher Pokalsieger. Im Herbst 1997 wechselte er zum Zweitligisten TSV Quakenbrück, 1999 verließ er die Niedersachsen und ging zum Ligakonkurrenten SC Rist Wedel, für den er bis 2001 spielte.
Zwischen 2001 und 2003 verstärkte Kamenjasevic den Zweitligaverein TSV Lesum in der Hansestadt Bremen, von 2003 bis 2006 spielte er erneut in Wedel (nunmehr in der Regionalliga). Neben seiner Basketballlaufbahn absolvierte er eine Ausbildung bei der Polizei.